# Alessandro Ninchi
Alessandro Ninchi (Pesaro, 31 agosto 1935 – Roma, 14 aprile 2005) è stato un attore, regista e sceneggiatore italiano.

## Biografia
Nato in una famiglia di artisti, era figlio dell'attrice Renata Negri e di Federico Ninchi, nipote di Annibale, Ave e Carlo Ninchi. Esordì in teatro con Orazio Costa. Nonostante la sua attività principale sia stata quella teatrale, ebbe alcuni ruoli anche in produzioni cinematografiche, il più importante dei quali fu accanto allo zio Carlo, nel film drammatico I colpevoli.
In televisione è stato interprete, fra l'altro, nello sceneggiato televisivo del 1958 Padri e figli.
Morì a Roma, dopo una breve malattia, all'età di 69 anni.

## Teatrografia
- Macbeth, regia di Orazio Costa, Teatro delle Arti di Roma (1953)
- Processo a Gesù, regia di Orazio Costa, Teatro Alessandro Bonci di Cesena (1955/1956)
- Buona notte Patrizia, regia di Alessandro Brissoni, Teatro Manzoni di Roma (1956)
- Omicidio senza delitto, regia di Carlo Lombardi, Teatro dei Satiri di Roma (1957)
- Così per gioco, Teatro Carignano di Torino (1957)
- Ispezione, di Ugo Betti, Teatro Petruzzelli  di Bari (1958)
- Il bugiardo, regia di Carlo Lodovici, Teatro La Fenice di Venezia (1959)
- Francesca da Rimini, regia di Orazio Costa, Teatro del Vittoriale di Gardone Riviera (1960)
- Amleto, regia di Giorgio Albertazzi  e Anna Proclemer, Teatro Novecento di Roma (1963)
- Amleto, regia di Franco Zeffirelli, Teatro Eliseo di Roma (1964)
- Antigone Lo Cascio, regia di Giorgio Albertazzi, Teatro Eliseo di Roma (1964)
- Maria Stuarda, compagnia di Albertazzi e Proclemer, regia di Luigi Squarzina Politeama Genovese di Genova (1965)
- I lunatici, regia di Luca Ronconi, Cortile di Palazzo Ducale di Urbino (1966)
- I giganti della montagna, regia di Giorgio Strehler, Piccolo Teatro di Milano (1967/1968)
- Pilade, regia di Giovanni Cutrufelli, Teatro antico di Taormina (1969)

## Filmografia

### Regista
- Amore di bambola (1990)
- Ombre d'amore (1990)

### Sceneggiatore
- Amore di bambola, regia di Alessandro Ninchi (1990)
- La canarina assassinata, regia di Daniele Cascella (2008)

### Attore

#### Cinema
- I colpevoli, regia di Turi Vasile (1957)
- I due nemici (The Best of Enemies), regia di Guy Hamilton e Alessandro Blasetti (1961)

#### Televisione
- Sulle strade di notte, regia di Luigi Di Gianni e Turi Vasile - film TV (1956)
- Aprite: polizia! - miniserie TV, episodio 1x03 (1958)
- Padri e figli - miniserie TV (1958)

## Prosa televisiva Rai
- Un cortile, regia di Guglielmo Morandi, trasmessa il 17 gennaio 1961.
- Il provinciale, regia di Stefano De Stefani, trasmessa il 9 agosto 1962.
- I figli del marchese Lucera, regia di Marcello Sartarelli, trasmessa il 1º settembre 1962
- La Fenicie, di Euripide regia di Franco Sequenzi, trasmessa il 12 agosto 1963.
- La bisbetica domata, di William Shakespeare regia di Franco Enriquez, trasmessa il 28 agosto 1963.
- La duchessa di Urbino, di Lope de Vega regia di Ruggero Jacobbi Sergio Velitti, trasmessa il 10 dicembre 1967.
- Il gioco delle parti di Luigi Pirandello, regia di Giorgio De Lullo, trasmessa il 28 aprile 1970.
- Li nepute de lu sinneco di Eduardo De Filippo, regia di Eduardo De Filippo, trasmessa il 31 gennaio 1975.
- L'arte della commedia di Eduardo De Filippo, regia di Eduardo De Filippo, trasmessa il 9 gennaio 1976.